# Minibraria
Minibraria là một chi ốc biển, là động vật thân mềm chân bụng sống ở biển trong họ Colubrariidae.

## Các loài
Các loài thuộc chi Minibraria bao gồm:
- Minibraria monroei (McGinty, 1962)[2]